# Midway (película de 2019)
Midway (titulada: Midway: Batalla en el Pacífico en Hispanoamérica) es una película de guerra épica estadounidense de 2019 sobre la batalla de Midway de la Segunda Guerra Mundial, dirigida por Roland Emmerich, quien produjo la película con Harald Kloser y escrita por Wes Tooke. Presenta un reparto coral, que incluye a Ed Skrein, Patrick Wilson, Luke Evans, Aaron Eckhart, Nick Jonas, Mandy Moore, Dennis Quaid, Tadanobu Asano y Woody Harrelson.
Como un proyecto apasionado de Emmerich, tuvo problemas para obtener apoyo financiero para la película antes de finalmente recaudar fondos para la mayor parte del presupuesto y anunciarlo oficialmente en 2017. Gran parte del elenco se unió en el verano de 2018, y la filmación comenzó en Hawái en septiembre, también en Montreal. Con un presupuesto de producción de $100 millones, es una de las películas independientes más caras de todos los tiempos.
Midway fue distribuida por Lionsgate en los Estados Unidos el 8 de noviembre de 2019.
A pesar de haber recibido críticas mixtas de críticos y recaudar $125 millones en todo el mundo, se ha elogiado su precisión histórica de los acontecimientos.

## Argumento
En diciembre de 1937 en Tokio, el oficial de inteligencia agregado naval de Estados Unidos, el teniente comandante Edwin T. Layton y su contraparte están discutiendo las posiciones de Estados Unidos y Japón en el Océano Pacífico durante una función estatal. El almirante Isoroku Yamamoto advierte a Layton que si el suministro de petróleo japonés está amenazado por los Estados Unidos, los japoneses tomarán medidas inmediatas. El 7 de diciembre de 1941, los japoneses usan su flota de portaaviones para atacar Pearl Harbor. El ataque lleva a los Estados Unidos a entrar en la Segunda Guerra Mundial con el aviador naval teniente Dick Best y el Air Group (CAG) de la compañía Enterprise.
La película comienza con el agregado naval de Estados Unidos en Tokio y su homólogo discutiendo las posiciones de Estados Unidos y Japón en el Océano Pacífico durante una función estatal en diciembre de 1937. La película continúa brevemente para mostrar el Ataque a Pearl Harbor (diciembre de 1941), que daña gravemente la Flota del Pacífico de los Estados Unidos, pero dejó la base aún operativa para las acciones de la flota, las incursiones Marshalls-Gilberts (febrero de 1942), la incursión Doolittle (abril de 1942) y la Batalla del Mar de Coral (mayo de 1942). Finalmente describe la planificación de la Batalla de Midway (4 de junio de 1942), y describe la creación de un plan de batalla complicado. El almirante Yamamoto y Nagumo esbozan un complicado plan de batalla para atacar a Midway usando los cuatro portaaviones disponibles del Kidō Butai. Joseph Rochefort y su equipo de criptología comienzan a interceptar mensajes sobre un lugar que los japoneses identifican como "AF". Layton habla con el almirante Chester Nimitz, quien le informa que Washington cree que "AF" es un objetivo en el Pacífico Sur. Layton no está de acuerdo, creyendo que el objetivo previsto son las Islas Midway.
Después de reunirse con Rochefort, Nimitz instruye al equipo para encontrar una manera de demostrar definitivamente que "AF" es Midway. Después de que Layton le indica a Midway que telegrafíe claramente (sin cifrar) que están sufriendo una escasez de agua, los criptólogos que trabajan para Rochefort interceptan las comunicaciones japonesas en relación con la escasez de agua en "AF", lo que confirma que "AF" es realmente Midway. En preparación para una emboscada de la flota japonesa, Nimitz ordena a los portaaviones Hornet y Enterprise retirados del Mar del Coral y exige que el Yorktown dañado esté listo para las operaciones de combate la apuesta vale la pena y los cuatro portaaviones japoneses son destruidos en la batalla de Midway. Durante la batalla, Best sufre problemas respiratorios, como tos con sangre, pero gana la Cruz de la Marina y se convirtió en uno de los dos pilotos en golpear a múltiples portaaviones en un solo día.
El 4 de junio, los japoneses lanzan un ataque aéreo contra Midway. Los intentos iniciales de los aviones estadounidenses desde tierra para atacar a los portaaviones japoneses fracasan. Un Martin B-26 Marauder que se estrella estrepitosamente no golpea el puente de un portaaviones. Un tembloroso Minoru Genda pregunta si el avión estaba intentando un ataque suicida, aunque Nagumo, incierto, sugiere nerviosamente que el avión estaba fuera de control debido al daño de la batalla. Nautilus, un submarino estadounidense ataca a un portaaviones enemigo pero el torpedo no alcanza su objetivo. El destructor Arashi mantiene el submarino inmovilizado para que los transportistas puedan escapar. Al detectar al Arashi, el Comandante del Grupo Aéreo (CGA) de la Empresa, C. Wade McClusky, infiere correctamente que el destructor japonés se apresura a regresar a la flota japonesa principal y lleva a sus aviones a seguir su curso. Los disparos antiaéreos desde barcos y aviones japoneses combinados con maniobras evasivas mantienen seguros a los transportistas. Sin embargo, los ataques mantienen a los portaaviones japoneses fuera de balance e incapaces de preparar y lanzar su propio contraataque. El almirante Tamon Yamaguchi le ordena a Nagumo lanzar su ataque tan pronto como pueda. En el Akagi, Nagumo experimenta golpes fuertes mientras es arrojado sobre el portaaviones mientras las bombas caen en el agua alrededor de su buque insignia. El golpe que encuentra durante el bombardeo, así como la destrucción de dos de sus otros portaaviones lo desmoralizan, antes de que Best le dé un golpe directo al Akagi. Con su propio barco en llamas, Nagumo entra en estado de shock y es reacio a transferir su bandera, pero Genda lo persuade. El almirante Yamaguchi y el capitán del Hiryu bajan con la nave. Hiryu es entonces hundido. 
En Pearl Harbor, Rochefort intercepta la orden japonesa de retirarse y se la pasa a Layton, quien luego informa a Nimitz y su personal, estalla alegre y eufórico.

## Reparto
- Woody Harrelson como el almirante Chester Nimitz.
- Luke Evans como comandante Wade McClusky.
- Mandy Moore como Anne Best.
- Patrick Wilson como Edwin Layton.
- Ed Skrein como Richard Halsey Best.
- Aaron Eckhart como James H. Doolittle
- Nick Jonas como Bruno.
- Tadanobu Asano como el contraalmirante Tamon Yamaguchi.
- Dennis Quaid como Vicealmirante William "Bull" Halsey.
- Keean Johnson como James Murray.
- Luke Kleintank como el teniente Clarence Earle Dickinson.
- Jun Kunimura como el vicealmirante Chuichi Nagumo.
- Etsushi Toyokawa como el almirante Isoroku Yamamoto.
- Darren Criss como el comandante Eugene Lindsey.
- Brandon Sklenar como George Gay.
- James Carpinello como el capitán William Brockman.
- Jake Weber como contraalmirante Raymond Spruance.
- Mark Rolston como almirante Ernest J. King

## Producción
El 23 de mayo de 2017, se informó que Roland Emmerich dirigiría la película Midway de la Segunda Guerra Mundial. Debido a su alto presupuesto potencial (con estimaciones que estiman que su costo necesario es de $125 millones), Emmerich tuvo problemas para que la película fuera aprobada. Cuando ningún estudio importante financiaría el proyecto, redujo las posibles secuencias de batalla y recurrió a las personas para obtener los fondos, lo que resultó en $76 millones; Luego obtuvo $24 millones adicionales en capital, principalmente de inversores chinos, lo que resultó en el presupuesto de $100 millones de la película. Es una de las películas independientes más costosas jamás realizadas. Emmerich había intentado montar la película en Sony Pictures en los años 90, con William Goldman interesado en el proyecto. Sin embargo, al igual que con la versión final, los ejecutivos se opusieron al presupuesto propuesto de $100 millones ($152 millones para la inflación de 2019), y Emmerich pasó a dirigir El Patriota.
En abril de 2018, Woody Harrelson y Mandy Moore se unieron al elenco de la película. En julio de 2018, Luke Evans fue elegido para interpretar al teniente comandante Wade McClusky, quien recibió la Cruz de la Marina por su papel en la Batalla de Midway. Robby Baumgartner fue contratado como director de fotografía. En agosto se agregaron al elenco Patrick Wilson, Ed Skrein, Aaron Eckhart, Nick Jonas, Tadanobu Asano, Dennis Quaid y otros. Darren Criss, Alexander Ludwig y Brandon Sklenar fueron elegidos en septiembre. La filmación comenzó el 5 de septiembre de 2018 en Honolulu, Hawái. También se rodó en Montreal, Quebec.
En noviembre de 2018, se anunció que la compañía de efectos visuales Scanline VFX será el principal proveedor de efectos visuales, y que Pixomondo se había registrado para proporcionar efectos visuales adicionales.
Es destacable, la precisión constructiva de los modelos virtuales de buques japoneses representados en el film.

## Estreno

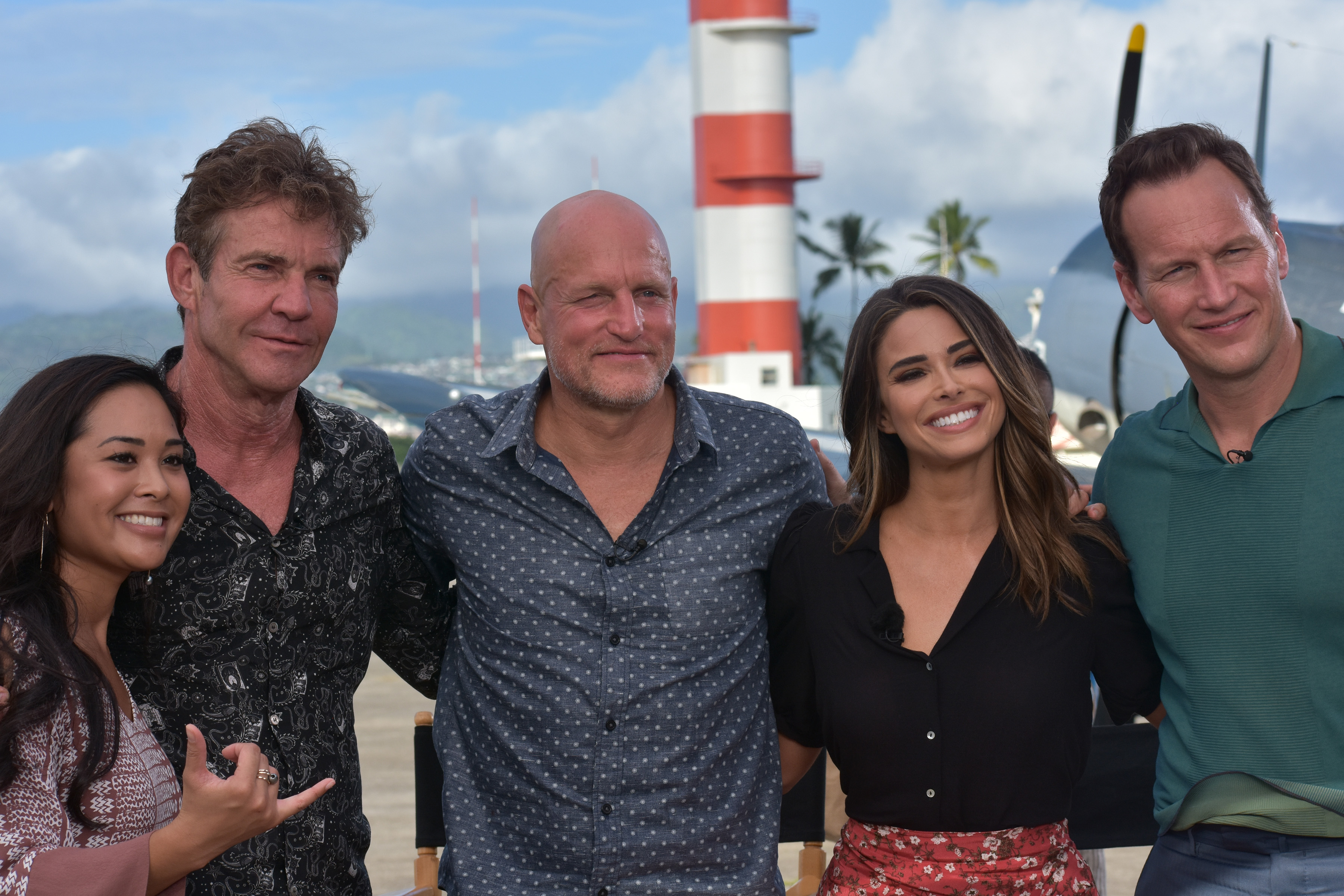
Una foto de una rueda de prensa para la película

La película se estrenó el 8 de noviembre de 2019, el fin de semana del Día de los Veteranos.

### Marketing
El 4 de junio de 2019 se lanzó un póster de la película, que también fue el 77 aniversario de la Batalla de Midway. El 26 de junio de 2019 se lanzó un conjunto de 13 fotografías que representan escenas de la película, y el primer tráiler de la película se lanzó al día siguiente (27 de junio). El segundo y último tráiler de la película fue lanzado el 12 de septiembre de 2019, con el póster teatral de la película el 25 de septiembre. En general, Lionsgate gastó alrededor de $40 millones en la promoción de la película.

### Versión Casera
Midway fue lanzado en Digital HD el 4 de febrero de 2020, y en DVD y Blu-ray el 18 de febrero de 2020.

## Recepción

### Taquilla
Midway recaudó $56.8 millones en los Estados Unidos y Canadá, y $68.5 millones en otros territorios, para un total mundial de $125.4 millones, contra un presupuesto de producción de $100 millones.
En los Estados Unidos y Canadá, Midway fue lanzado junto con Doctor Sueño, Jugando con fuego y Last Christmas, y se proyecta que recaudará alrededor de $15 millones de 3242 salas en su primer fin de semana. La película ganó $6.3 millones en su primer día (incluyendo $925,000 de los avances de la noche del jueves). Luego debutó con $17.5 millones, superando las expectativas de taquilla y molestando al ganador previsto Doctor Sueño al terminar primero en la taquilla. En su segundo fin de semana, la película ganó $8.8 millones, terminando segundo detrás del recién llegado Ford v Ferrari.

### Crítica
En el agregador de reseñas Rotten Tomatoes, la película tiene una calificación de aprobación del 43% basada en 157 reseñas, con una calificación promedio de 5.22/10. El consenso de críticos del sitio web dice: "Midway revisita una historia conocida con efectos especiales modernos y un punto de vista más equilibrado, pero su guion no está listo para la batalla". En Metacritic, la película tiene una puntuación promedio ponderada de 47 de 100, basada en 28 críticos, que indica "críticas mixtas o promedio". El público encuestado por CinemaScore le dio a la película una calificación promedio de "A" en una escala de A+ a F, mientras que aquellos en PostTrak le dieron un promedio de 4 de 5 estrellas, con un 58% diciendo que definitivamente lo recomendarían.

## Inexactitud histórica
- El avión SBD Dauntless que se muestra antes y durante el ataque a Pearl Harbor, y los B-25 en el raid de Doolittle, llevan insignias nacionales estadounidenses incorrectas que carecen del círculo central rojo de la estrella. Presumiblemente, esto se hace para evitar que el público del cine los confunda con los aviones japoneses, la misma razón por la cual la insignia en sí se modificó a partir de mayo de 1942.[28] Durante la incursión Doolittle, se muestra un B-25 con una Norden Bombsight. En realidad, estas bombas no se utilizaron en el raid, ya que había una alta probabilidad de estrellarse o ser capturadas. Para evitar que el Norden Bombsight cayera en manos enemigas, en su lugar se agregó a los bombarderos un simple bombardero que costaba alrededor de 30 centavos. Esta vista de bomba era ruda, pero efectiva, y funcionaba como lo harían los visores de rifle. Un ejemplo del bombsight está en exhibición en Eglin AFB, donde entrenaron los Doolittle Raiders. Los B-25 en vuelo tienen fallas graves: los aviones que se muestran son B-25J con insignias posteriores a 1944 en las alas. El modelo correcto habría sido el B-25B con la insignia de 1942.

- El amigo de Dick Best, Roy Pearce, quien muere en el USS Arizona durante el ataque a Pearl Harbor y el maestro local Zhu Xuesan que ayuda a Doolittle a llegar a Suzhou, solo para ser asesinado durante la campaña Zhejiang-Jiangxi, son personajes ficticios.

- En otra escena, el almirante Yamamoto habla en voz alta: "Hemos despertado a un gigante dormido y lo hemos llenado de terrible determinación", se ha incluido en una cita que se habló en la película de 1970 Tora! Tora! Tora!, a pesar de que no hay evidencia de que Yamamoto haya dicho esto en realidad.[29]

- La batalla aérea durante las incursiones de Marshalls-Gilberts se retrata en la película que tiene lugar en un terreno montañoso. Sin embargo, las Islas Marshall y las Islas Gilbert, donde tuvieron lugar los raids reales, son atolones con una elevación del terreno muy baja.
- La película muestra algunos aviones Douglas TBD Devastator que transportan bombas y torpedos al mismo tiempo. Si bien el Devastator podría estar equipado con bombas o torpedos, los paquetes de ataque generalmente se orientaron al ataque de torpedos o al bombardeo de nivel debido al bajo peso máximo de despegue del avión. El TBD-1 Devastator normalmente montaría un solo torpedo Mark 13 en su configuración de bombardero de torpedos, sin embargo, algunos de los aviones se muestran llevando dos bombas adicionales de propósito general (GP) de 100 lb en bastidores de eslinga junto con el torpedo. Estos dos bastidores se usaban comúnmente para bombas GP de 500 lb cuando el avión no llevaba un torpedo. Aunque casi todos los 41 TBD-1 presentes en Midway estaban armados únicamente con el torpedo Mark 13, unos pocos pilotos selectos adjuntaron ordenanzas adicionales a sus aviones, sin embargo, fueron la excepción y no la norma.[30][31] Si bien la película muestra a los cazas Mitsubishi A6M Zero presentes durante los raids de las Marshalls-Gilberts, las unidades del Servicio Aéreo de la Armada Imperial Japonesa estacionadas en el área (Grupo Aéreo Chitose y Grupo Aéreo Yokohama) no poseían el nuevo tipo de cazas Zero en ese momento, pero solo operaban los antiguos cazas Mitsubishi A5M.[32]

- La película no muestra la Task Force 17 compuesta únicamente por el Yorktown comandado por el vicealmirante Frank Jack Fletcher, quien fue el comandante táctico real tanto en la Batalla del Mar de Coral como en la Batalla de Midway.[32]En cambio, la película muestra al contralmirante Raymond Spruance como el comandante táctico de los tres transportistas durante la Batalla de Midway. Sin embargo, el vicealmirante Fletcher cedió el control táctico al contralmirante Spruance después de que el USS Yorktown fuera golpeado por segunda vez. La película también omite al teniente comandante. Max Leslie, comandante del Escuadrón de Bombardeo 3 (VB-3) del USS Yorktown. Leslie y el teniente comandante Wade McClusky, del USS Enterprise, llegaron por encima de la fuerza táctica japonesa en el momento preciso y juntos lanzaron sus bombas contra los transportes japoneses. El propio Leslie no tenía una bomba, ya que se lanzó accidentalmente a través de un interruptor de armado eléctrico defectuoso. Sin embargo, también se zambulló con el resto de los SBD, atacando las cubiertas de los transportes. Durante los intentos iniciales de los bombarderos con base en Midway de atacar a los portaaviones japoneses, se representan más de diez a trece B-26 con al menos cinco destruidos cuando en realidad solo participaron cuatro (dos de los cuales fueron derribados). Además, representan bombas que caen, cuando en realidad estaban armados con torpedos.[33]
- El USS Nautilus está representando intentando atacar a un portaviones enemigo durante la batalla; en realidad, el submarino estaba atacando al acorazado japonés Kirishima.
- El alférez George H. Gay Jr. se representa siendo derribado antes de que pueda lograr algo. En realidad, completó su ataque con torpedos contra el  portaviones Sōryū antes de ser derribado, pero el Sōryū evadió su torpedo.[34]
- Después de que el Akagi está gravemente dañado, Minoru Genda es retratado como persuadiendo a Nagumo para que se salve. En realidad fue Ryūnosuke Kusaka.[35]
- La película muestra a los pilotos Frank Woodrow O'Flaherty y Bruno Gaido arrojados por la borda con un ancla por los japoneses justo después de los bombardeos de los portaaviones Kaga, Akagi y Sōryū. En realidad, fueron interrogados y torturados y luego asesinados dos semanas después, siendo lanzados a las profundidades atados a latas de queroseno llenas de agua.[36][37]
- El ataque de Best al Hiryu se describió como un ataque de bombardeo de planeo, mientras que en la vida real realizó un ataque de bombardeo de buceo o vertical. El verdadero golpe paralizante al Hiryu fue dado por el alférez Jack "Dusty" Kleiss, quien se omite en la película.[37]
- El Hiryu es hundido por dos torpedos que causan explosiones que envuelven la cubierta de vuelo donde Yamaguchi y Kaku están parados; en la vida real, Yamaguchi y Kaku se habían mudado al puente del portaaviones afectado saludando a la tripulación que estaba abandonando el barco. un torpedo falló y el otro golpeó cerca de la proa sin la típica columna de agua, aunque la detonación fue bastante visible.[38]

- Cuando la fuerza de ataque estadounidense liderada por McKlusky se acerca a la flota japonesa desde las alturas, aparecen varios buques japoneses navegando en superficie y se observan al menos seis unidades grandes Clase Yamato y al portaaviones Ryūjō, estos buques no existieron en tal número y no estuvieron presentes en la batalla.